# شراره یوسفی‌نیا
شراره یوسف‌نیا (۱۸ شهریور ۱۳۴۹ در تهران) از بازیگران و کارگردان سینما اهل ایران است.

## زندگی‌نامه
شراره یوسف‌نیا، دارای مدرک کارشناسی کارگردانی سینما و کارشناسی ارشد بازیگری از مجارستان است. وی بازی در سینما را سال ۱۳۷۱ با فیلم «راه و بیراه» به کارگردانی سیامک شایقی آغاز کرد.سپس در تئاتر و تلویزیون به فعالیت خود ادامه داد.

## فیلم شناسی

### کارگردانی
1. اینجا... آخر دنیا (۱۳۸۲)

### بازیگری
- به من نگاه کن (۱۳۸۲)
- سکوت کوهستان (۱۳۷۴)
- یحیی (۱۳۷۴)
- خسوف (۱۳۷۱)
- راه و بیراه (۱۳۷۰)
- تئاتر زیر گذر لوطی صالح (کارگردان هادی اسلامی)
- تئاتر دیوان تئاترال (محمود استاد محمد)
- تئاتر ضیافت شیطان (امیر دژاکام)
- تئاتر خواب دریا (امیر دژاکام)
- تئاتر درختان ایستاده میمیرند
- تله تئاتر دست های آلوده
- تئاتر حلاج و سلاطین
- سریال شرکت
- سریال سفر به چذابه
- سریال انتظار سرخ
- سریال همسایه‌ها
- سریال تصمیم نهایی